# Kotabumi (Purwakarta)
Kotabumi is een bestuurslaag in het regentschap Cilegon van de provincie Banten, Indonesië. Kotabumi telt 10.743 inwoners (volkstelling 2010).